# Альфред Біне
Альфре́д Біне́ (фр. Alfred Binet; *8 липня 1857, Ніцца, Франція — †18 жовтня 1911, Париж, Франція) — французький психолог-позитивіст. Розробник першого у світі тесту для оцінки розумового розвитку людини.
Очолював лабораторію фізіологічної психології в Сорбонні, 1894 разом з Т. Рібо заснував «L'Année psychologique» («Щорічник психології»). Головним чином розробляв питання психології мислення. Біне — автор багатьох методик психологічних досліджень. В 1905 році Біне разом з Теодором Сімоном розробив систему тестів для вимірювання загальної розумової обдарованості дітей. Ці тести стали основою сучасних тестів для визначення коефіцієнту розумового розвитку.

## Життєвий шлях
Альфред Біне народився 11 липня 1857 року у Ніцці. У 1886 році він написав книгу "Психологія умовиводу", у якій сформулював психологію трьох образів. У цій теорії всі розумові процеси і сприйняття за своїм психологічним механізмом розглядаються як асоціації між двома образами.
Наприклад перший образ – зорове відчуття – за асоціацією подібності викликає зорове уявлення (другий образ), а це викликає комплекс тактильних і м’язових уявлень. Таким чином за цією теорією умовивід і сприйняття зближуються, тому що в кожному сприйнятті наявні елементи судження відносно об’єкта, обидва процеси являють собою злиття трьох образів.
У 1891 р. Альфред Біне починає працювати в психологічній лабораторії Сорбони. Його робота називалася "Експериментальне вивчення інтелекту". Основу цієї книги склали спостереження й експерименти над дочками Біне – 13 – річною Маргаритою і 12 – річною Армадою, а також над учнями початкових класів.
У своїй роботі Біне використовував близько 20 різних методик:
- придумування слів,
- придумування і закінчення речень,
- твір на задану тему,
- опис предметів, подій,
- викреслення літер у тексті тощо.

На підставі проведених експериментів Біне визначив два основних психологічних типи, що чітко виявляються у дітей: спостережливий (об’єктивний), і той що фантазує (суб’єктивний). Учений вважав, що ці типи не є вродженими і незмінними, розбіжності між ними усуваються вихованням.
У цій роботі Альфред Біне відобразив і свої теоретичні напрацювання з психології мислення. Він розрізняє три компоненти мислення: образ, власне розумову діяльність і слово. Тут Біне розвиває свою теорію трьох образів, визначивши наявність специфічного компонента думки – процесу ідеалізації.
1989 р. вийшла у світ книга А. Біне "Розумова втома", присвячена впливу розумової діяльності на фізичну втому і психічні процеси. У ній проаналізовано великий експериментальний матеріал з розумової втоми, зокрема досліди інших учених, а також досліди самого Біне, присвячені впливу розумової роботи учнів на їхній апетит, вплив іспитів на фізичний стан учнів. У цій книзі Біне зробив деякі вказівки за методикою вивчення розумової втоми. На його думку втому слід відрізняти від перевтоми. Останнє характеризується тим, що людині для повного відновлення сил недостатньо звичайного відпочинку або сну. Потрібні зміни в способі життя або ліки.
Займаючись проблемами психології індивідуальних відмінностей і дитячої психології, Біне вирішив зайнятися проблемами вимірювання розумового розвитку дітей. 1905 р. він заснував вільне товариство вивчення дитини, прагнув залучити до нього наукову громадськість і публіку.
Тоді ж у "Психологічному щорічнику" з’явилася його стаття "Щодо вимірювання інтелекту", у якій Біне критикував методи вимірювання розумового розвитку за допомогою дослідів на чутливість, краніометрії і оцінок, які дають учителі. Замість цього вчений запропонував використовувати метод, заснований на освітньому рівні, досягнутому дитиною.
Необхідність відокремлення дітей з відставанням у розвитку до допоміжних шкіл, яка постала перед французьким урядом, вплинула на створення Біне і Симоном у 1907 р. книги "Ненормальні діти". Основними рисами розумово відсталої дитини вони вважали сповільненість у розвитку, нерівномірність росту та іноді дезорганізацію розумових здібностей.
А. Біне і Т. Симон визначили критерії оцінювання дітей і заснованих на цьому категорій. На їхню думку, критеріями можуть бути здатність до розуміння, судження, прийняття рішень, а також зовнішня форма вираження цих здібностей – мова. Ідіотом вони називали дитину, не здатну спілкуватися з іншими за допомогою мови, причому якщо це не спричинене вадами слуху чи слухового апарату.
Імбециліком, на їхню думку, можна назвати того, хто не здатний письмово виражати свої думки, а також читати і сприймати написане, якщо це не спричинене вадами зору або слухового апарату.
Остання категорія ненормальних дітей – дебіл, той, хто може за допомогою письма або мови спілкуватися з іншими, але на кілька років запізнюється під час занять, якщо це запізнення не спричинене лише нерівномірним відвідуванням школи.
У 1908 р. у "Психологічному щорічнику" з’явилася шкала розумового розвитку, призначена для дітей від 3 – 12 років, розроблена Альфредом Біне у співпраці з Теодором Симоном.
Створюючи цю шкалу, Біне застосував безліч різноманітних методик і всі завдання на визначення рівня розвитку дітей поділив на три групи:
- завдання, що вирішуються на основі життєвого досвіду;
- власне психологічні завдання;
- завдання, що вирішуються за допомогою знань, набутих у школі.

Отже, запропонована шкала оцінює розумовий розвиток дитини в комплексі, не зупиняючись тільки на її шкільних успіхах або деяких рисах характеру.
Книга "Сучасні ідеї про дітей", видана у 1909 р. стала підсумком більшості досліджень Альфреда Біне.
1910 і 1911 рр. були для Біне періодом захоплення патопсихологією. Статті, опубліковані в той час, були присвячені більш докладному вивченню душевних хвороб. На його думку, всі душевні хвороби характеризуються недостатністю, деформацією або відхиленням психічних функцій і особливою увагою індивіда до цих відхилень, причому вчений наголошував на важливості другої характеристики. У вивченні й класифікації душевних захворювань Біне ставив собі за мету встановити для кожної хвороби психічний стан, що її характеризує.
Альфред Біне помер 18 жовтня 1911 р. у Парижі. Незважаючи на коротке життя, А. Біне зробив значний внесок у розвиток психологічної науки.

## Діяльність
Видатний французький психолог Альфред Біне вважається родоначальником сучасних тестів, призначених для діагностики рівня розвитку інтелекту.
В 1904 році в Парижі було створено спеціальні школи для розумово відсталих дітей. А. Біне став членом комісії, яка слідкувала за діяльністю цих шкіл, саме тут він отримав реальні можливості використовувати свої наукові розробки на практиці.
А. Біне разом з Т. Сімоном розробили серію завдань для дітей від 3 до 11 років. Серія складалася лише з 30 завдань, з наростанням рівня важкості. Використання цього тесту було першою спробою визначити індивідуальні відмінності між дітьми за допомогою вимірювань їх розумового розвитку.
Досить довгий час тести розвивалися як інструмент індивідуальних вимірювань. Однак масовий характер тестування викликав необхідність перейти від індивідуальних тестів до групових. Так, в 1917-1919 рр. В США з'явились перші групові тести для потреб армії.
Альфред Біне поділяв тести на чотири класи:
- тести інтелекту,
- тести здібностей,
- тести досягнень,
- тести особи.

Для виявлення диференціації нормальних дітей і дорослих розробив тести Біне-Сілян, які зазнали трьох стенфордських редакцій, остання з яких була здійснена у 1960 році [2].
Дальшого розвитку тестування зазнало у роботах Векслера. Школу розумового розвитку Векслер розробив у 1939 році. Ці тести Векслера містили одинадцять субтестів. Сюди входили вербальні тести і тести на виконання (дію).
До вербальних тестів відносять тести, що дають уяву про загальну культуру досліджуваного, тест на розуміння, аналогії, арифметичний, словесний тест і тест на запам’ятовування.
Тести дії містили такі завдання:
- завершення малюнку,
- конструювання,
- розподіл малюнків,
- збирання об’єктів,
- заміна чисел словами.

Однак кількість тестів є велика і залежно від потреби застосовують тести, що є найбільш доцільними в даній ситуації.
Проте для усіх тестів є характерним залежність від культури творців. Мається на увазі, що тести створені у одній країні будуть давати результати вищі, ніж для іноземців, і вони виглядатимуть менш розумними.
Культура у значній мірі залежить від мови, то тест повинен бути позбавлений будь-яких мовних завдань. Такі тести у 1866 році створив Е. Сеген. Це були немовні тести.
Альфред Біне розробив метричну шкалу, за якою в експериментальних умовах оцінювався розумовий вік.
Заслугою експериментатора є те, що він намагався знайти ефективні методи і засоби навчання учнів, знайти закономірності їх фізичного і розумового розвитку на різних вікових етапах, вивчити розвиток психічних якостей і процесів тощо.
3. Послідовники А. Біне
Альфред Біне критикував словесне навчання, вважаючи, що дитина має бути активним учасником процесу виховання. Йому належить одна з найпопулярніших систем тестів, розроблених з метою виявлення рівня розвитку інтелекту. Аналізуючи процес навчання, А. Біне виходив з того, що дитина добре засвоює те, що безпосередньо стосується її. На підставі вивчення особливостей малюка пропонував відносити його до рівня розвитку й навчати з тими дітьми, які мають подібні здібності.
Альфред Біне мав багатьох послідовників. Найбільш відомі з них Едуард Клапаред, Джон Дьюї, Монтессорі.
Диференціацію навчання обстоював автор "функціональної педагогіки" Едуард Клапаред (1873-1940), зосереджуючи увагу педагогів на дитині, дитячій грі як засобі підвищення ефективності виховання, розвитку її інтересів і потреб.
Представник "реформаторської педагогіки" ("нового виховання") американський філософ, психолог і педагог Джон Дьюї (1859-1952) центром усього вважав дитину. Тільки зростання та розвиток дитини, на його думку, можуть бути "мірилом" виховання. У початковій лабораторній школі Дьюї роботу було зосереджено на задоволенні потреб і розвитку здібностей дітей 4-5-ти років. Головними імпульсами природного розвитку дитини він вважав соціальний (бажання спілкуватися), конструктивний (прагнення до руху в грі), дослідницький (прагнення впізнавання і розуміння), експресивний (прагнення до самовираження). Тому навчання має бути максимально наближеним до життя і досвіду дітей. Оскільки малюкам властива неабияка активність, педагогіка повинна дбати про її спрямування.
Філософська концепція індивідуального виховання М. Монтессорі не тотожна філософії індивідуалізму, вона розкриває і закономірності формування вміння жити в суспільстві, що полягає у згуртуванні індивідів у соціальне ціле, розвитку духовної потреби у повазі індивідуальності і прав людей.
М. Монтессорі вважала, що в духовному розвитку дитини особливе значення мають універсальні (обов'язкові для всіх дітей) та індивідуальні за часом виникнення і тривалістю у кожної дитини сенситивні періоди. Дитина повинна не тільки жити, а й творити в собі людську особистість, адже в цьому полягає її індивідуальність. Цінність людини не в тому, як її виховали, а в тому, як вона себе виховує, і цього слід учитися змалку.
Один із провідних принципів педагогіки М. Монтессорі - "Допоможи мені це зробити самому" - ілюструє те, що дорослий не вчить дитину, а допомагає їй пізнавати навколишній світ. Головною умовою при цьому є свобода і самостійність, оскільки несамостійна людина не може бути вільною.